# Хызинский район
Хызинский район (азерб. Xızı rayonu) — район на северо-востоке Азербайджана. Административный центр — город Хызы.

## История
Хизинский район был создан 30 августа 1930 года.
8 октября 1943 года 2 сельсовета Хизинского района были переданы во вновь созданный Маразинский район.
Упразднён 4 декабря 1956 года. Территория района была передана в состав города Сумгаит, Сиазаньского, Дивичинского, Маразинского районов.
По другим данным, район существовал до 1963 года, при этом в 1956 году райцентр был присоединён к Сумгаиту. В 1963 году территория района вошла в состав Апшеронского района.
Повторно район был образован указом Верховного Совета Азербайджана 18 мая 1990 года.
Входил в состав Апшеронского экономического района. С 7 июля 2021 года экономический район был переименован в Апшерон-Хызынский экономический район.

## Этимология
Этническими жителями области являются азербайджанцы и таты.
Существуют несколько предположений относительно этимологии слова «xızı». Многие эксперты предполагают, что это название принадлежит империи Сасанидов.
Ираноязычные племена переселились сюда для защиты Каспийских территорий от гуннов в III—V веках. Этот процесс ещё более усилился после того, как ширваншахи были побеждены Сефевидами. Племена, которые переехали сюда, были в основном из Хузистана. В наше время название постепенно превратилось в форму Хызы.
Согласно другой версии, топоним Khizi происходит от слова «Хазар». Из истории известно, что на протяжении веков хазары доминировали на Каспийском и Чёрном морях. Как пишет арабский историк VIII века Ибн Фадлан, народ Хызы возглавлялся племенем хызы. Племя хизи жило в северной части Азербайджана во II веке до нашей эры.
Согласно другой версии, слово «хыз» — быстро, быстро, поспешно — дало название области.

## География

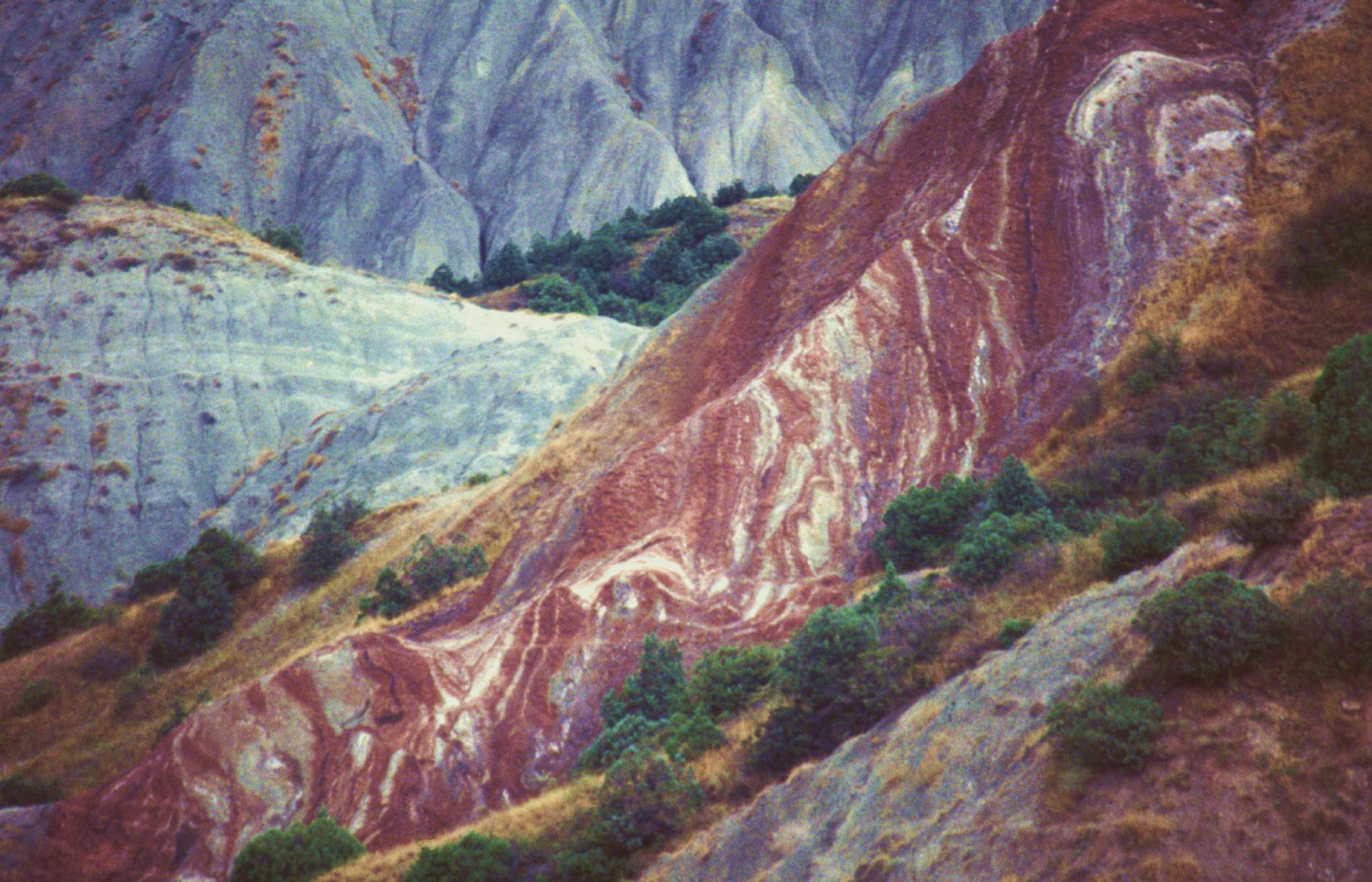
Алтыагач

Расстояние между Баку и Хызы, центром района, составляет 104 км.
Климат мягкий, погода сухая. Часть региона покрыта лесом. Район с востока омывается Каспийским морем. Граничит на севере с Сиязаном и Губой, на востоке с Шамахой ,с юга с Гобустаном и на юго-востоке с Абшероном.
В основном восточная часть хызынского плато протекает через Гилази до Каспийского моря. Регион окружен хребтами Варафта, Тахтайайлаг и Аладаш.
Самая высокая точка — гора Дюбрар (2205 м). Другие вершины — Кемчи (1026), Шараку(958), Бейбейим (935), Сыхандаг (801).
Основными реками являются реки Атачай, Чангичай, Канда, Тугчай, Дизаварчай, Кербатан и Гарабалуг.
В районе расположен национальный парк Алтыагадж и центр реабилитации дикой природы.
В Хызинском районе расположено одно из красивейших сёл Азербайджана — Алтыагадж. Ширваншахи и их верблюжий караван проходили через Алтыагадж по пути из Шамахи в Губу. Алтыагадж был местом, где путешественники останавливались в походах. Раньше слово «агач» использовалось как величина длины. Дерево было около 7 километров, а расстояние от Шамаха до Алтыагаджа составляло 42 км.
Большинство авторитетных источников, в основном советские, российские и западноевропейские, проводят границу Европа - Азия по Кумо-Манычской впадине и тем самым относят весь Кавказ, в том числе и Азербайджан, целиком к Азии. Однако, некоторые западные (в первую очередь американские) источники, полагающие границей между Европой и Азией Большой Кавказ, относят территории к северу от этого хребта к Европе. При таком варианте Хызинский район, географически располагающийся севернее Большого Кавказа, может относиться к европейской части Азербайджана.
Хызинский район — один из регионов с большими лесными массивами (9931 га, 6 % территории Азербайджана). В районе присутствуют леса, полупустыни, степь, пустыня, серые горы, субальпийские и альпийские экосистемы. Лесная дендрофлора состоит главным образом из иберийского дуба, восточного дуба, восточного арахиса, сосны, можжевельника. В редколесно-лесистых лесах растут деревья и кустарники, такие как еловая груша, боярышник, ежевика.
Фауна района также очень богата. Встречаются бурый медведь, серые кролики, лисы, волки.
Район знаменит горой Бешбармаг. Скала названа так, потому что издалека напоминает открытую ладонь. Иногда Хызы называют «страной красных гор».

## Население
На 1 января 2020 года население района составило 17 075 чел.

## Административное устройство
Действует 13 муниципалитетов:
1. Муниципалитет Хызы
2. Муниципалитет Алтыагадж
3. Муниципалитет Бахшылы
4. Муниципалитет Халандж
5. Муниципалитет Фындыган
6. Муниципалитет Тыхлы
7. Муниципалитет Гилази
8. Муниципалитет Шурабад
9. Муниципалитет Машади-Гасан
10. Муниципалитет Ситалчай
11. Муниципалитет Ени яшма
12. Муниципалитет Агдере
13. Муниципалитет Карабулак

## Инфраструктура
13 января 2022 года начато строительство Хызы-Абшеронской ветряной электростанции. На территории района в селе Ситалчай будет расположена зона «Хызы 3» электростанции. Запуск планируется во II квартале 2025 года.

## Главы
- Максим Мусаев[азерб.] (1991 — 11 сентября 1992)[18]
- Фируз Ахмедли (11 сентября 1992 — 24 января 1994)[18][19]
- Бафадар Мурадов[азерб.] (24 января 1994 — 2 мая 2001)[19][20]
- Мовсум Бадирханов (2 мая 2001 — 22 июня 2002)[21][22]
- Худаят Джаббаров (22 июня 2002 — 26 декабря 2005)[23][24]
- Таир Гулиев (26 декабря 2005 — 2 апреля 2007)[25][26]
- Вагиф Абдуллаев (2 апреля 2007 — 10 апреля 2012)[27][28]
- Хазар Асланов (c 10 апреля 2012)[29]

## Достопримечательности
Существует могила на бывшем кладбище деревни Шихлар, расположенном недалеко от деревни Тыхты. По некоторым данным, гробница является могилой шейха Гейдара, отца Исмаила I, основателя империи Сефевидов. В 1483 и 1487 годах он совершил два похода — в Дагестан и Ширван, которые пугали всех правителей региона, в том числе Султана Ягуба. Чтобы не допустить дальнейшего укрепления позиций шейха Гейдара, султан Ягуб помог Ширваншаху Фарруху Ясару сопротивляться ему. Шейх Гейдар Ширваншах умер в 1488 году в битве при Табасаране и был похоронен в районе напротив священной горы Бешбармак. Позже Исмаил Сефеви, который победил государство Ширваншахов, построил гробницу на могиле своего отца, напал на деревню Шихлар и объявил мавзолей святилищем.
Достопримечательности:
- Башня Бешбармага
- останки потерянного города V века
- мавзолей Шейха Гейдара
- останки падшего каменного ограждения башни Хызы, относящиеся к V веку
- святилище 15 века в деревне Хияндж